# Horst Rudat
Horst Rudat (* 3. Mai 1920 in Wirtkallen, Landkreis Insterburg; † 31. August 1982 in Laaber) war ein Offizier und Flugzeugführer in der Luftwaffe der Wehrmacht und später der Luftwaffe der Bundeswehr. Er ging als Generalmajor in den Ruhestand.

## Leben
1920 wurde er als Sohn eines Landwirts in Wirtkallen (1938 umbenannt in Wirtberg, ab 1945 russisch als Polikarpowo) im Landkreis Insterburg in Ostpreußen geboren und hatte sechs Geschwister. In dem kleinen Ort lebten zu der Zeit rund 200 Einwohner. Von 1926 bis 1930 besuchte er die Dorfschule im benachbarten Groß Laschnicken und anschließend die Oberschule in Insterburg und machte 1938 sein Abitur. Rudat war evangelisch, verheiratet und hatte drei Kinder.

### Wehrmacht
Am 1. November 1938 trat Rudat als Offiziersanwärter in die Luftwaffe ein, nachdem er den Reichsarbeitsdienst absolviert hatte, und gehörte zum Fliegerausbildungsregiment 16 in Schleswig. Nach einer Ausbildung zum Kampfflieger ab 1939/40 in der Luftkriegsschule 5 (LKS 5) in Regensburg-Obertraubling wurde er im Zweiten Weltkrieg am 8. Juni 1941 als Leutnant zur 10. Staffel des Kampfgeschwaders 55 (10./KG 55) an die Ostfront versetzt. Im Juli 1941 wechselte er zur 3. Staffel, der er bis Ende 1942 angehörte. Am 1. April 1942 wurde er zum Oberleutnant befördert. Am 1. Februar 1943 übernahm er die 2. Staffel als Staffelkapitän. Wenig später, am 1. Mai 1943 übernahm er als Staffelkapitän die 2. Staffel des Lehrgeschwader 1. Am 27. Mai 1942 erhielt er den Ehrenpokal für besondere Leistung im Luftkrieg und einen Monat später am 27. Juli 1942 das Deutsche Kreuz in Gold und am 24. März 1943 wurde ihm das Ritterkreuz des Eisernen Kreuzes verliehen. Zum 1. Juni 1943 erfolgte die Beförderung zum Hauptmann. Von Januar bis 14. Juni 1944 ist er Staffelkapitän der Einsatzstaffel des Kampfgeschwaders 101 und danach der 2. Staffel des Kampfgeschwaders 55.
Nach der Landung der Alliierten in der Normandie im Rahmen Operation Overlord wurde Rudat damit beauftragt, mit der 2. Staffel des Kampfgeschwader 55 von Saint-Dizier aus die Invasionsflotte anzugreifen. In der Nacht vom 24. auf den 25. Juni 1944 führte einen Angriff mit drei weiteren sogenannten „Mistel-Gespannen“, einer Kombination aus einer Junkers Ju 88 und einem mit Sprengstoff gefüllten Rumpf eines Bombers, den Landekopf Gold Beach nahe der Mündung der Seine in der Normandie an und beschädigte die Steuerbordseite der britischen Fregatte HMS Nith (K215), bei der neun Seeleute ums Leben kamen und 26 verwundet wurden.
Am 15. November 1944 übernahm Rudat als Hauptmann die II. Gruppe des Kampfgeschwaders 200. Im Zweiten Weltkrieg absolvierte er 337 Feindflüge.

### Bundeswehr
Nach dem Zweiten Weltkrieg war Rudat in Regensburg als Dolmetscher für die US-Streitkräfte in Deutschland tätig. Am 26. Mai 1953 war er Gründungsmitglied des Sportfliegerclubs Regensburg e. V.  und am 28. Mai 1957 erhielt er den Luftfahrerschein für Segelflugzeugführer mit Flugzeugschleppberechtigung. Da er bereits 1956 in die Bundeswehr eingetreten war, hat er diesen nie verlängert. 
Nach der Gründung der Bundeswehr 1955 wurde Rudat am 1. Dezember 1956 als Hauptmann bei der Luftwaffe übernommen und durchlief bis November 1957 die Ausbildung zum Transportflugzeugführer an der Flugzeugführerschule A in Landsberg und Erding. Danach war er bis Januar 1961 Flugzeugführer, Staffelkapitän, Einsatzstabsoffizier und Kommandeur Fliegende Gruppe im Lufttransportgeschwader 61 in Neubiberg. 1960 nahm er an einem Halbjahreslehrgang in den Vereinigten Staaten teil und wurde zum Major befördert. 1962 folgte die Beförderung zum Oberstleutnant. Er war zunächst Kommandeur der Fliegenden Gruppe und danach vom 1. Februar 1964 bis zum 31. März 1971 der zweite Kommodore des Lufttransportgeschwaders 63 in Celle und ab September 1967 in Hohn bei Rendsburg. 1965 wurde er zum Oberst befördert und am 1. September 1967 landete er als Geschwaderkommodore mit dem ersten Transportflugzeug vom Typ Nord Noratlas in der Bundesrepublik Deutschland auf dem Flugplatz in Hohn. Im Oktober 1968 nahm er, im Rahmen der Beteiligung des Lufttransportgeschwaders 63, mit einer Transall C-160 an der Luftfahrtausstellung in Tokio teil. Im Juli 1969 absolvierte er zusammen mit Hauptmann Schlüter als Navigator, Feldwebel Amann und Hauptfeldwebel Teichert die erste Atlantiküberquerung mit einer Transall C-160 von Hohn über die Flughäfen Keflavik (Island), Sondrestrom Air Base (Grönland) und Gander International Airport (Kanada) bis nach Washington, D.C. Ab 1970 war er Referent im Bundesministerium der Verteidigung und zuständig für Flugsicherheit und von April bis Dezember 1974 General Flugsicherheit in der Bundeswehr. Er wurde Brigadegeneral und vom 1. Januar 1975 bis Mitte 1977 war er Chef des Stabes des Befehlshabers der Luftstreitkräfte der Alliierten Kommandos Ostseezugänge (AIRBALTAP) in Karup in Dänemark. In seiner letzten Verwendung war er ab 1. Juli 1977 Kommandeur des Lufttransportkommandos in Münster, das mit der operativen Führung aller drei Lufttransportgeschwader, des Hubschraubertransportgeschwaders und der Flugbereitschaft des Bundesministeriums der Verteidigung beauftragt war und wurde zum Generalmajor ernannt. Er ging am 30. September 1980 in den Ruhestand und wohnte zuletzt in Laaber-Waldetzenberg.

## Auszeichnungen
- Eisernes Kreuz
  - 2. Klasse am 9. August 1941[6]
  - 1. Klasse am 7. September 1941[6]
- Ehrenpokal der Luftwaffe am 27. Mai 1942[6]
- Deutsches Kreuz in Gold am 27. Juli 1942
- Ritterkreuz des Eisernen Kreuzes am 24. März 1943[7]
- Bundesverdienstkreuz 1. Klasse 1978